# Leguminivora glycinivorella
Leguminivora glycinivorella är en fjärilsart som beskrevs av Matsumura 1900. Leguminivora glycinivorella ingår i släktet Leguminivora och familjen vecklare. Inga underarter finns listade i Catalogue of Life.